# Osama Hawsawi
Osama Hawsawi (Arabisch: أسامة هوساوي) (Mekka, 31 maart 1984) is een Saoedi-Arabische voetballer. Sinds 2016 staat hij onder contract bij Al-Hilal.

## Clubcarrière
Osama Hawsawi begon zijn voetbalcarrière bij Al-Wahda FC in zijn geboortestad Mekka, niet te verwarren met het Al-Wahda uit de Verenigde Arabische Emiraten. In 2005 maakte de centrale verdediger de overstap naar het eerste elftal. Hij groeide er meteen uit tot een vaste waarde.
Na drie seizoenen ruilde hij Al-Wahda in voor topclub Al-Hilal. Daar werkte hij samen met de Belgische trainers Georges Leekens en Eric Gerets. Onder Gerets werd Hawsawi benoemd tot aanvoerder. Met spelers als Christian Wilhelmsson, Yasser Al-Qahtani en Mirel Rădoi werd Al-Hilal in zowel 2010 als 2011 kampioen.
Op 16 april 2012 werd Hawsawi door RSC Anderlecht voorgesteld als eerste aanwinst voor het seizoen 2012/13. Hij was de eerste Saoedi-Arabische voetballer in de Belgische competitie. Zijn passage in België werd echter een flop. Hawsawi kwam amper aan spelen toe en keerde in november 2012 terug naar zijn thuisland. Al-Ahli nam hem voor 1,5 miljoen euro over. In 2016 ging hij voor Al-Hilal spelen.

## Statistieken
| Seizoen | Club           | Land                   | Competitie           | Competitie | Competitie | Beker | Beker | ACL      | ACL      | Totaal | Totaal |
| Seizoen | Club           | Land                   | Competitie           | Wed.       | Dlp.       | Wed.  | Dlp.  | Wed.     | Dlp.     | Wed.   | Dlp.   |
| ------- | -------------- | ---------------------- | -------------------- | ---------- | ---------- | ----- | ----- | -------- | -------- | ------ | ------ |
| 2005/06 | Al-Wahda       | Vlag van Saoedi-Arabië | Saudi Premier League | 18         | 1          | 4     | 0     | —        | —        | 22     | 1      |
| 2006/07 | Al-Wahda       | Vlag van Saoedi-Arabië | Saudi Premier League | 20         | 0          | 1     | 0     | —        | —        | 21     | 0      |
| 2007/08 | Al-Wahda       | Vlag van Saoedi-Arabië | Saudi Premier League | 21         | 0          | 1     | 0     | 4        | 0        | 26     | 0      |
| 2008/09 | Al-Hilal       | Vlag van Saoedi-Arabië | Saudi Premier League | 19         | 0          | 4     | 1     | 7        | 1        | 30     | 2      |
| 2009/10 | Al-Hilal       | Vlag van Saoedi-Arabië | Saudi Premier League | 18         | 0          | 4     | 0     | 10       | 1        | 32     | 1      |
| 2010/11 | Al-Hilal       | Vlag van Saoedi-Arabië | Saudi Premier League | 23         | 1          | 6     | 0     | 7        | 0        | 36     | 1      |
| 2011/12 | Al-Hilal       | Vlag van Saoedi-Arabië | Saudi Premier League | 19         | 2          | 6     | 0     | 6        | 0        | 31     | 2      |
| Seizoen | Club           | Land                   | Competitie           | Competitie | Competitie | Beker | Beker | Europees | Europees | Totaal | Totaal |
| Seizoen | Club           | Land                   | Competitie           | Wed.       | Dlp.       | Wed.  | Dlp.  | Wed.     | Dlp.     | Wed.   | Dlp.   |
| 2012/13 | RSC Anderlecht | Vlag van België        | Jupiler Pro League   | 1          | 0          | 1     | 0     | 0        | 0        | 2      | 0      |
| Seizoen | Club           | Land                   | Competitie           | Competitie | Competitie | Beker | Beker | ACL      | ACL      | Totaal | Totaal |
| Seizoen | Club           | Land                   | Competitie           | Wed.       | Dlp.       | Wed.  | Dlp.  | Wed.     | Dlp.     | Wed.   | Dlp.   |
| 2012/13 | Al-Ahli        | Vlag van Saoedi-Arabië | Saudi Premier League | 10         | 0          | 0     | 0     | 5        | 0        | 15     | 0      |
| TOTAAL  | TOTAAL         | TOTAAL                 | TOTAAL               | 148        | 4          | 27    | 1     | 39       | 2        | 214    | 7      |

## Interlandcarrière
Osama Hawsawi maakte in 2007 zijn debuut voor de nationale ploeg van Saoedi-Arabië. Hij nam met het team deel aan de Golf Cup of Nations 2007 en de Azië Cup 2007, 2011 en 2015. Op de Azië Cup verloor hij in 2007 de finale met 1-0 van Irak, op de Golf Cup strandde Saoedi-Arabië in de halve finale. Sindsdien speelde Hawsawi al meer dan 50 keer voor de nationale ploeg.